# 빌라가르시아데아로우사

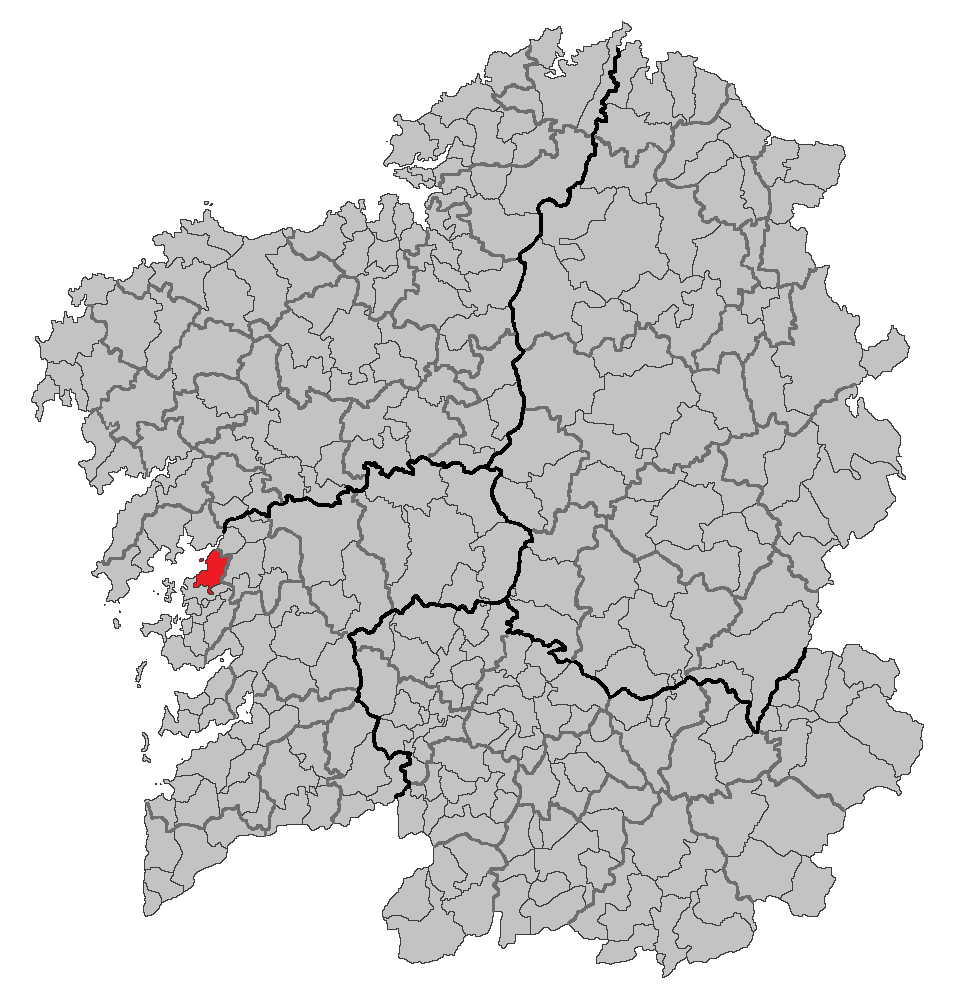
빌라가르시아데아로우사의 위치

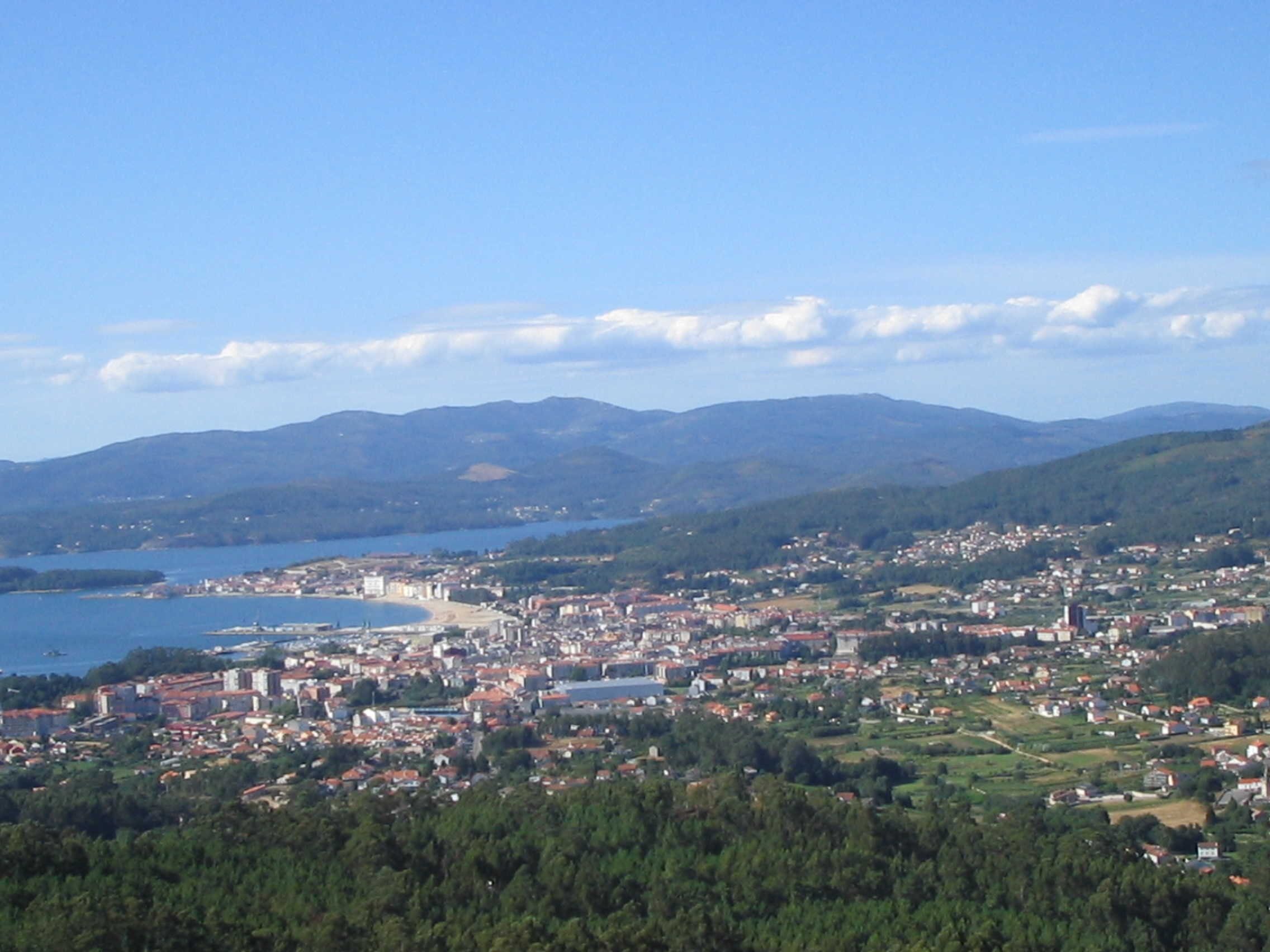
빌라가르시아데아로우사

빌라가르시아데아로우사(스페인어: Vilagarcía de Arousa)는 스페인 갈리시아 지방 폰테베드라 주에 위치한 도시로 면적은 47.14km2, 인구는 37,903명(2011년 기준), 인구 밀도는 762.71명/km2이다.
산티아고데콤포스텔라에서 남쪽으로 45km 정도 떨어진 곳에 위치한다. 기원전 2000년경부터 마을이 형성되었다.

시기
시 문장

## 자매 도시
- 스페인 히혼
- 포르투갈 마토지뉴스